# オンファイア
オンファイア(On Fire)とは日本の競走馬、種牡馬。競走成績は中央競馬で1勝を挙げるに留まったが、全兄にディープインパクトとブラックタイドがいる血統背景が評価され、種牡馬となった。
馬名の意味は「興奮して、燃えて」。サンデーサラブレッドクラブにて総額1億5000万円の価格で一口馬主が募集され、俳優の宮川一朗太が一口所有していた。

## 競走馬時代
2005年10月16日、東京競馬場での新馬戦でデビューし、3着。2戦目の未勝利戦で初勝利を挙げ、続く東京スポーツ杯2歳ステークスではフサイチリシャールの3着。後日になって、右前脚に屈腱炎を発症していたことが判明。1年様子を見たが回復の目処が立たないため、2007年1月24日付けで日本中央競馬会 (JRA) の競走馬登録を抹消され、引退した。

## 競走成績
以下の内容は、netkeiba.comおよびJBISサーチの情報に基づく。
| 年月日 | 年月日 | 年月日 | 競馬場 | 競走名             | 格   | 頭 数 | 枠 番 | 馬 番 | オッズ （人気） | 着順 | 騎手     | 斤量 [kg] | 距離（馬場）  | タイム （上り3F） | タイム 差 | 勝ち馬/（2着馬）   |
| 2005.  | 10.    | 16     | 東京   | 2歳新馬            |      | 14    | 3     | 3     | 1.4（1人）      | 3着  | 北村宏司 | 55        | 芝1600m（重） | 1.40.0 (34.3)     | 0.0       | クラシックスタイル |
|        | 10.    | 29     | 東京   | 2歳未勝利          |      | 9     | 3     | 3     | 1.2（1人）      | 1着  | 北村宏司 | 55        | 芝1800m（良） | 1.49.7 (34.2)     | -0.5      | （レオヴァーサス） |
|        | 11.    | 19     | 東京   | 東京スポーツ杯2歳S | GIII | 11    | 1     | 1     | 2.9（2人）      | 3着  | 横山典弘 | 55        | 芝1800m（良） | 1.47.4 (33.7)     | 0.5       | フサイチリシャール |

## 種牡馬時代
2007年春より社台スタリオンステーション荻伏にて種牡馬となったが、全兄ディープインパクトの代替種牡馬として種付け希望が多く、安平の社台スタリオンステーションへ移動となった。その後7月13日に優駿スタリオンステーションへと移動した。種付け数は初年度が153頭、2年目は117頭と100頭を超えていたが、3年目の2009年シーズンからは新たに種牡馬入りした重賞馬で全兄のブラックタイドに需要を奪われ、前年比半数以下の56頭となった。
その後も2015年シーズンまでは二桁の種付け頭数を維持していたが、2016年は9頭、2017年は8頭と種付け頭数は減り続けるに加えて加齢とともに受胎率が下がっている。繋養先はのちに沙流郡日高町のクラウンホースメイトに移っている。
2010年に産駒がデビューし、シゲルキョクチョウが中央競馬における初勝利を収めた。
2021年9月30日付で種牡馬を引退。引退後は2021年4月に新規開業した浦河町の牧場オーシャンズ・ランチで繋養されている。

### 代表産駒
- ウキヨノカゼ（2013年クイーンカップ、2015年キーンランドカップ、2017年福島牝馬ステークス）[20]
- ファイヤープリンス（2014年ニューイヤーカップ）[21]
- リックタラキチ（2014年クイーンカップ（笠松））[22]
- アロマベール （2014年兼六園ジュニアカップ、金沢ヤングチャンピオン）[23]
- ワキノヒビキ（2014年ダリア賞）[24]
- バーバリライオン（2016年北日本新聞杯）[25]
- アベニンドリーム（2020年北海優駿）[26]

## 血統表
| オンファイアの血統                                               | オンファイアの血統                    | オンファイアの血統                  | （血統表の出典）                    | （血統表の出典） |
| 父系                                                             | ヘイロー系                            | ヘイロー系                          | ヘイロー系                          | [ § 2 ]          |
| 父 *サンデーサイレンス Sunday Silence 1986 青鹿毛 アメリカ       | 父の父Halo 1969 黒鹿毛 アメリカ       | Hail to Reason 1958                 | Turn-to                             | Turn-to          |
| 父 *サンデーサイレンス Sunday Silence 1986 青鹿毛 アメリカ       | 父の父Halo 1969 黒鹿毛 アメリカ       | Hail to Reason 1958                 | Nothirdchance                       |                  |
| 父 *サンデーサイレンス Sunday Silence 1986 青鹿毛 アメリカ       | 父の父Halo 1969 黒鹿毛 アメリカ       | Cosmah 1953                         | Cosmic Bomb                         | Cosmic Bomb      |
| 父 *サンデーサイレンス Sunday Silence 1986 青鹿毛 アメリカ       | 父の父Halo 1969 黒鹿毛 アメリカ       | Cosmah 1953                         | Almahmoud                           |                  |
| 父 *サンデーサイレンス Sunday Silence 1986 青鹿毛 アメリカ       | 父の母Wishing Well 1975 鹿毛 アメリカ | Understanding 1963                  | Promised Land                       | Promised Land    |
| 父 *サンデーサイレンス Sunday Silence 1986 青鹿毛 アメリカ       | 父の母Wishing Well 1975 鹿毛 アメリカ | Understanding 1963                  | Pretty Ways                         |                  |
| 父 *サンデーサイレンス Sunday Silence 1986 青鹿毛 アメリカ       | 父の母Wishing Well 1975 鹿毛 アメリカ | Mountain Flower 1964                | Montparnasse                        | Montparnasse     |
| 父 *サンデーサイレンス Sunday Silence 1986 青鹿毛 アメリカ       | 父の母Wishing Well 1975 鹿毛 アメリカ | Mountain Flower 1964                | Edelweiss                           |                  |
| 母 *ウインドインハーヘア Wind in Her Hair 1991 鹿毛 アイルランド | 母の父Alzao 1980 鹿毛 アメリカ        | Lyphard 1969                        | Northern Dancer                     | Northern Dancer  |
| 母 *ウインドインハーヘア Wind in Her Hair 1991 鹿毛 アイルランド | 母の父Alzao 1980 鹿毛 アメリカ        | Lyphard 1969                        | Goofed                              |                  |
| 母 *ウインドインハーヘア Wind in Her Hair 1991 鹿毛 アイルランド | 母の父Alzao 1980 鹿毛 アメリカ        | Lady Rebecca 1971                   | Sir Ivor                            | Sir Ivor         |
| 母 *ウインドインハーヘア Wind in Her Hair 1991 鹿毛 アイルランド | 母の父Alzao 1980 鹿毛 アメリカ        | Lady Rebecca 1971                   | Pocahontas                          |                  |
| 母 *ウインドインハーヘア Wind in Her Hair 1991 鹿毛 アイルランド | 母の母Burghclere 1977 鹿毛 イギリス   | Busted 1963                         | Crepello                            | Crepello         |
| 母 *ウインドインハーヘア Wind in Her Hair 1991 鹿毛 アイルランド | 母の母Burghclere 1977 鹿毛 イギリス   | Busted 1963                         | Sans Le Sou                         |                  |
| 母 *ウインドインハーヘア Wind in Her Hair 1991 鹿毛 アイルランド | 母の母Burghclere 1977 鹿毛 イギリス   | Highclere 1971                      | Queen's Hussar                      | Queen's Hussar   |
| 母 *ウインドインハーヘア Wind in Her Hair 1991 鹿毛 アイルランド | 母の母Burghclere 1977 鹿毛 イギリス   | Highclere 1971                      | Highlight                           |                  |
| 母系(F-No.)                                                      | ウインドインハーヘア(IRE)系(FN:2-f)   | ウインドインハーヘア(IRE)系(FN:2-f) | ウインドインハーヘア(IRE)系(FN:2-f) | [ § 3 ]          |
| 5代内の近親交配                                                  | アウトブリード                        | アウトブリード                      | アウトブリード                      | [ § 4 ]          |
| 出典                                                             | 1. 2. 3. 4.                           | 1. 2. 3. 4.                         | 1. 2. 3. 4.                         | 1. 2. 3. 4.      |

- 全兄にブラックタイド[2]、ディープインパクト[2]、半姉にレディブロンド[28]。
- ハイクレア一族の項目も参照。